# Indira Gandhi
Indira Gandhi, születési nevén: Indira Prijadarsini Nehru, hindiül: इंदिरा प्रियदर्शिनी गांधी (Alláhábád, United Province, 1917. november 19. – Újdelhi, 1984. október 31.) indiai politikus, India legjelentősebb modern kori politikusdinasztiája, a Nehru-Gandhi család tagja, miniszterelnök, a Kongresszus Párt (Indiai Nemzeti Kongresszus) elnöke. Nagyapja, Motilal Nehru a Kongresszus Párt és az indiai függetlenségi törekvések egyik vezetője az 1920-as években, apja, Dzsaváharlál Nehru Mahátma Gandhi legközelebbi munkatársa, szintén a Kongresszus Párt elnöke, majd az indiai függetlenségi mozgalom egyik vezetőjeként India első miniszterelnöke 1947-től 1964-es haláláig. 
Nem rokona Mahátma Gandhinak, India és az indiai függetlenségi mozgalom legjelentősebb politikai és spirituális vezetőjének, a Gandhi nevet ugyanis Feroze Gandhi, azaz férje után viselte, aki szintén nem állt rokonságban a nagy felszabadítóval.
Tizenöt évet töltött a miniszterelnöki székben. Először 1966. január 19-étől 1977. március 24-éig, másodszor 1980. január 15-től  1984. október 31-én történt meggyilkolásáig viselte a posztot.
A történelem egyik első női kormányfője. Már kislánykorától részt vett a függetlenségi mozgalomban, hiszen családját áthatotta a britek elleni fellépés szükségességének érzése, valamint később a Mahátma Gandhi által meghirdetett békés polgári ellenállás elve. Már Nehru miniszterelnöksége idején ismert politikussá vált, így kerülhetett a kormányfői posztra két évvel apja halála után. Hivatali ideje alatt India függetlensége tovább erősödött, apja útját járva az el nem kötelezett országok mozgalmát és a demokráciát támogatta, országában pedig a szegénység felszámolására törekedett egy sajátosan indiai szocialista rendszer fenntartásával. 1971-ben háborút nyert Pakisztán ellen, aminek eredményeképp függetlenné válhatott Kelet-Pakisztán Banglades néven. A hadszíntéren személyesen volt jelen. 1974-ben a világ nagy megdöbbenésére országát sikerült atomhatalommá tennie. Az elvesztett 1977-es választásokat követően 1980-ban újra megválasztották. 1984-ben, a hindu–szikh konfliktus hevében váratlanul meggyilkolták; saját szikh testőrei ölték meg. Halála az egész világ közvéleményét megrázta. Utóda fia, Radzsiv Gandhi volt, aki 1991-ig vezette az országot, amikor anyjához hasonlóan merénylet áldozatává vált. Radzsiv fia, Rahul szintén politikus, 2017-től 2019-ig a Kongresszus Párt elnöke.
Személyisége, kisugárzása, tehetsége, éleslátása, kiváló stratégiai gondolkodása és állandó lélekjelenléte személyét népszerűvé, politikáját pedig ismertté és elismertté tette világszerte.

## Magánélete

### Gyermekkora és ifjúsága
Dzsavaharlal Nehru és Kamala Nehru gyermekeként látta meg a napvilágot. A Nehru család Kasmírból származott, és az indiai kasztrendszer csúcsát jelentő brahman kaszt tagja volt. Indira Gandhi nagyapja, Motilal Nehru alapozta meg a család politikai pályáját, akit kétszer választottak a Kongresszus Párt elnökévé.  Ő és fia, Dzsavaharlal is részt vett a brit uralom elleni függetlenségi küzdelemben, Mahatma Gandhival együtt annak vezető személyiségei közé tartoztak. Gandhival azonban nem voltak rokonságban.
 Kamala Nehru, Indira Gandhi anyja szintén aktívan vett részt a politikai harcban, előrehaladott tuberkulózisa ellenére. Dzsavaharlal 1921 és 1944 között sok ízben került a britek börtöneibe, s 1931 januárjában Kamala is fogságba került.
De nem csak az apja gyakori távolléte és anyja betegsége volt nyomasztó a gyermek Indira számára. Anyjával együtt sokat szenvedtek a feszült otthoni légkörben, különösen az özvegy nagynéni, Viyaja Nehru őket megalázó magatartásától. Indira még évekkel később is keserűen szólt nagynénjéről. Apja hosszú ideig nem értette felesége és lánya rossz hangulatát. Indira és Kamala helyzete csak 1926-tól javult, amikor Kamala gyógykezelése miatt Európába utaztak, és így távol kerültek a család többi tagjától. Európában a gyakori lakhely- és iskolaváltás is beárnyékolta a fiatal Indira életét. Kamala Nehru 1936-ban meghalt. Ebben az időben Indira váltakozva élt Allahabadban, Párizsban, Genfben, Londonban és a Fekete-erdőben. Anyja halála után megromlott Indira egészségi állapota. 1940 tavaszától egy évig krónikus soványság, depresszió és tuberkulózis ellen kezelték egy svájci szanatóriumban.
A politika iránti erős elkötelezettség nagyapjához és apjához hasonlóan már korán jellemző volt Indira Gandhira is. Az elzártság, gyermek- és ifjúkorának instabilitása Indira politikai tevékenységében is érzékelhető volt a korai években. Itt nem csak apja többszöri fogságba vetéséről volt szó. A svájci internátusban és a szanatóriumban is megmutatkozott Indira radikális, szabadelvű politikai beállítottsága, melyet egyedül képviselt mind az indiaiak, mind az indiai brit gyarmati uralmat támogatók között. A náci hatalomátvétel és a II. világháború kitörése Európában szintén Indira Gandhi élettapasztalatai közé került.

#### 1941után
Indira Gandhi 24 évesen 1941-ben tért vissza Indiába. Ekkor már szoros kapcsolatban volt a Nehru család barátjával, a párszi kasztbeli Feroza Gandhival. Az esküvőre mégis csak 1942 márciusában került sor. A kérdés, hogy Nehru lánya, hozzámehet-e egy párszihoz, a családon belül erősen vitatott volt, míg a közvélemény egyhangúlag a kapcsolat ellen foglalt állást. A nászút Kasmírba az egyik legboldogabb időszak volt Indira Gandhi életében, aki élete során mindig visszatért ide, hogy békét találjon. Fiai 1944-ben és 1946-ban jöttek a világra. 1947-ben Feroza már kérte Nehru-t, hogy elválhasson Indirától. Nehru meg is kérdezte a lányát, aki azonban hevesen tiltakozott a válás ellen, bár már ő sem volt boldog a házasságában és röviddel ezután apjához költözött Delhibe, kinek a titkárnője és háziasszonya lett. Indira szervezte a Nehruhoz látogató vendégek részére a fogadásokat, többek között Mohammad Reza Pahlavi iráni sah, Abdul-Aziz szaúdi király, Ho Si Minh, Nyikita Szergejevics Hruscsov, Dwight D. Eisenhower, Josip Broz Tito és Gamal Abdel Nasszer (gyakorlatilag a világ akkori vezető politikusai) részére. Később egyik életrajzírójának azt mondta: „Ezt kellett tennem, mert az apám fontosabb munkát végzett, mint a férjem.”
Indira és Feroza külön éltek egymástól. Indira 1956-tól a Kongresszus Párt vezetőségébe került, s Feroza ezt a sajtóban a házasságukra mért utolsó tőrdöfésként jellemezte. Indira Gandhi viszont egy levelében, melyet barátnőjének, Dorothy Norman-nak írt, a férje ellenséges érzületeire panaszkodott. Feroza első szívinfarktusa a házaspárt közelebb hozta egymáshoz, de egy évvel később 1960 szeptemberében Feroza Gandhi meghalt. 
A férje halála miatti bűnbánat különösen fiatalabb fiának, Szandzsajnak fatális hatalmat adott az anyja fölött. Szandzsaj újra és újra anyja szemére hányta, hogy hagyta a férjét magányosan meghalni. Férje halála után Indira ismét depressziós lett. Csupán Dorothy Norman-nak öntötte ki a szívét, aki földrajzilag távol volt tőle. 1961 nyarán a következőket írta levelében: „Mindig pozitív embernek tartottam magamat. De most szörnyen negatívnak érzem magam. Nem vagyok beteg, de nem vagyok jól. Egyszerűen nem érzem magamat élőnek. Minden egyforma a számomra.” Indira úgy tervezte, hogy apja hivatali idejének lejártával végérvényesen hátat fordít Indiának és a politikának.
Apjának 1964-ben bekövetkezett halála azonban egy radikális fordulatot jelentett a politikához való viszonyában. Katherina Frank ezt egyrészről a lelkiismeret-furdalás érzésével magyarázza, melyet Indira azért érezhetett, mert titkon apja és India elhagyását tervezte, másrészről tudatosodhatott benne az a gondolat, hogy nem teljesítette apja életében annak elvárását vele szemben. Nehru döntő szerepet szánt a lányának India fejlesztésében. Indira úgy érezhette, hogy a politikához való erősebb kötődéssel szabadulhat ettől a lelkiismeret furdalástól és legalább apja halála után eleget tesz a kívánságának.

## Politikai karrierje

### Nehru titkárnője és a Kongresszus Párt elnöke
Indira Gandhi aktív politikai élete 1946. szeptember 2-án az ideiglenes kormány megalakulásával kezdődött, melyet Nehru vezetett. 1956-ban lett a Kongresszus Párt allahabadi ülésének elnöke, s egy évvel később a párt választási bizottságának tagja. Apja munkatársaként népszerűvé vált, s befolyása az apjára vitathatatlan volt. Nehru az ő tanácsára adott menedéket 1959 márciusában Tendzin Gyacónak, a 14. dalai lámának, akit több mint 100 ezer tibeti követett az indiai száműzetésbe. A tibeti menekültek kérdése megterhelte a diplomáciai kapcsolatokat Kínával. A mélypont 1962 októberében következett be, amikor kínai csapatok lépték át a határt és 50 ezer négyzetkilométert foglaltak el. Amikor a helyi kormányzat elmenekült, Indira Gandhi a kínai-indiai határra repült, megnyugtatta a civileket, megszervezte a szükségállapotot és visszarendelte a szolgálatba a hivatalnokokat. A problémák helyszínen történő személyes tisztázása Indira Gandhi politikai stílusa lett később is hivatali ideje alatt.
1959 júliusában Nehru felmentette a demokratikusan megválasztott szövetségi kormányt Keralában. A kommunisták megválasztása nyugtalansághoz vezetett, mivel a Kongresszus Párt militáns csatlósai, akiket a CIA pénzelt, utcai összecsapásokat kezdtek. Bár Nehru kezdetben azon a véleményen volt, hogy egy szabályszerűen megválasztott kormány ellen nem kell semmit tenni, de lánya nyomására mégis beavatkozott. Indira maga utazott át Keralán és a Kongresszus Párt csatlósaiból, valamint a Muszlim Ligából megszervezte a kommunista kormány ellenzékét. 1960 februárjában ez a koalíció nagy többséggel nyerte meg az új választást Keralában.
Indira Gandhi kritikusai később ezt az „Átverés-hadművelet”-nek elkeresztelt akciót tekintették iránymutatónak Indira autoriter vezetési stílusához és a demokratikus normák figyelmen kívül hagyásához. Katherina Frank a Kerala-incidenst úgy interpretálja, mint Indira Gandhi félelmét a káosztól és az ellenőrzés elvesztésétől. Apjával, Nehruval ellentétben ő kevésbé bízott abban, hogy a demokratikus intézmények helytállnak egy instabil időszakban is.

### Tájékoztatás- és rádióügyi miniszter
1964 májusában, néhány héttel apja halála után Indira Gandhi tájékoztatás és rádióügyi miniszter lett Sasztri kormányában. A minisztérium ekkor került felállításra, a korábbi kormányban ilyen minisztérium nem volt. Sasztri úgy gondolta, hogy egy Nehru a kormányban a stabilitást szolgálja. A kabinetben ez a poszt a miniszterelnök után a negyedik helyet foglalta el. Minisztersége tulajdonképpen eseménytelenül telt. Elősegítette az adások urdu nyelven sugárzását. Támogatta a viták és ellentétes vélemények megjelenését a médiákban. Az úgynevezett nyelvkrízissel és a második pakisztáni-indiai háború kitörésével kapcsolatos álláspontja mégis figyelemre méltó. 
1965 márciusában zavargások törten ki India azon területein, ahol nem a hindi volt az anyanyelv, miután a kormány elhatározta, hogy a hindit teszi meg hivatalos nyelvnek a korábbi angol helyett. Indira Gandhi Madrasba repült, hogy a helyi politikusokkal és a tiltakozó emberekkel beszéljen. A nyugtalanság lecsendesedett és a hindi mellett az angol is hivatalos nyelv maradt. Sasztri, aki a válságot csak kibekkelni akarta, nem örült Indira Gandhi beavatkozásának. Panaszkodott, hogy Indira Gandhi az ő feje felett járt el. Ebben a szituációban mutatkozott meg először Indira Gandhi ösztönös és öntudatos hatalomgyakorlása. Személyes adottságai alapján az ország egyik vezetőjének és nemcsak tájékoztatási és rádióügyi miniszternek tekintette magát. Szó szerint ezt mondta: „Gondolja, hogy ez a kormány továbbra is fennmaradna, ha én ma visszalépnék? Azt mondom Önnek, hogy nem. Igen, a miniszterelnök feje felett cselekedtem, és mindig újra megtenném, ha szükséges lenne.” Röviddel később kitört a háború Pakisztán és India között. Indira Gandhi ez idő tájt Srinagarban, Kasmírban tartózkodott. Azt javasolták neki, hogy repüljön vissza Delhibe. Ehelyett a frontvonalra repült és a kormány egyetlen tagjaként a helyszínről beszélt az emberekkel és az újságírókkal. Erre a sajtóban úgy ünnepelték mint az egyetlen férfit az idős asszonyságok kormányában. A Kasmírért folytatott háború előzetesen egy tűzszünettel befejeződött. Sasztriból egy éjszaka alatt népi hős lett. Indira Gandhi mérges volt. Legkésőbb ekkor vált Indira Gandhi hatalomvágya nyilvánvalóvá Katherine Frank szerint. Jed Adams és Phillip Whitehead ehhez még hozzáteszik: „Indira nagyobb volt, mint a hivatala. Új kihívásokra volt szüksége.”
Sasztri ugyanúgy dühöngött, hogy Indira Gandhi önállóan, vele nem egyeztetve cselekedett, ahogy Indira Gandhit is irritálta a kormány lassú, konzervatív kormányzási stílusa. Emiatt Indira nyilvánosan kérdőre vonta Sasztrit, aki már felismerte, hogy Indira Gandhi nem csupán a Kongresszus Párt egy bábja. De mielőtt Sasztri a tervét, hogy megszabaduljon Indirától és kiküldje Londonba nagykövetnek, realizálhatta volna, egy külföldi utazás alatt meghalt Taskentben, Üzbegisztánban. Az alkotmány szerint az indiai elnöknek, S. Radhakrishnan-nak kellett átmenetileg miniszterelnökként az esküt letenni. Még az ő eskütételének éjszakáján Indira Gandhi összehívta a bizalmasait, hogy tesztelje a jelöltségének a lehetőségét Sasztri utódlására. „Ragadd meg a hatalmat!” – szólt Romes Thapars tanácsa.
Indira egyetlen komolyan veendő ellenfele a miniszterelnökségért folytatott harcban Morárdzsi Deszái, egy ortodox hindu volt. Indira Gandhi a Kongresszus Párt számára minden volt, ami Deszái nem. Folyékonyan beszélt hindiül és angolul, nemcsak a hinduk, hanem a muzulmánok és más kisebbségek is kedvelték, világlátott volt és nem kötődött egyetlen indiai régióhoz sem. Nemzeti politikus volt. Mindenekelőtt a Kongresszus Párt céljai számára manipulálhatónak tartották, ami alapvetően téves értékítéletnek bizonyult. Indira jelölése miniszterelnöknek a Kongresszus Párton belüli további megfelelő jelöltek hiányában a párt nagy részét ezért megnyugtatta.

### A kormányfő
Első miniszterelnöksége idején azonnal hatalmas problémával kellett megbirkóznia. 1965-66-ban a kedvezőtlen időjárás miatt Indiában óriási élelmiszerhiány lépett fel és éhínség fenyegetett. A föld kérdésében a központi kormánynak azonban nagyon korlátozottak voltak a lehetőségei, ezért a kisparaszti gazdaságokat előnyben részesítő földreformhoz Indira Gandhinak nem volt elegendő támogatottsága. Így India – az amúgy is rövidtávú problémát – elsősorban az Egyesült Államokból származó jelentős mennyiségű gabonaimporttal tudta csak kezelni. Ennek következtében azonban devizahiány lépett fel, mely visszafogta az ipari exportot, a fizetési mérleg helyzete válságosra fordult, ipari üzemek álltak le, nőtt a munkanélküliség. Indira Gandhi kormánya a további bajok elhárítására nagymértékű valuta-leértékelést hajtott végre. Az indiai rúpiát 36,5%-kal devalválta az amerikai dollárhoz viszonyítva. Az intézkedést a Világbank is erősen ajánlotta, de a kívánt hatást mégsem érték el, az ipari termelés nem nőtt, ugyanakkor komoly politikai válsághelyzet alakult ki a Kongresszus Párton belül, mivel Indira Gandhi a döntése előtt nem konzultált a párt vezetésével. 1969 végéig a Kongresszus Párton belüli hatalmi harc nem tette lehetővé reformok elindítását. Ekkora erősödött meg Indira Gandhi annyira, hogy 14 bank államosításával – a pénzügyminiszteri posztot is ő töltötte be – nyíltan felléphetett ellenlábasával, Morárdzsi Deszáival szemben. Az események következményeként a Kongresszus Párt kétfelé szakadt. Az előrehozott országos választásokon 1971 márciusában Indira Gandhi Kongresszus Pártja fényes győzelmet aratott, a lehetséges 515 képviselői helyből 350-et szerzett.

### Külpolitikai fejlemények
1970-ben Pakisztánban, ami ekkor Kelet- és Nyugat-Pakisztánból állt, választásokat tartottak. A nagyobb lélekszámnak is köszönhetően ezt a választást a kelet-pakisztáni (ma Banglades) Áojámi Liga nyerte, Mudzsibur Rahmán vezetésével. A Nyugat-Pakisztáni Néppárt, melynek vezetője Ali Bhutto volt, és a katonai diktátor, Jahja Khán ezt nem nézte jó szemmel, ezért a kelet-pakisztáni katonai parancsnokot utasították, hogy számoljon le az Áojámi Liga. A Kelet-Pakisztánban bekövetkezett polgárháborús események hatására 8 millióan menekültek Indiába, a menekülttáborok fenntartása pedig óriási anyagi terhet jelentett az indiai kormány számára. Az ellenállás Kelet-Pakisztánban is erősödött a pakisztáni kormány csapataival szemben a Mukti Bahini nevű gerilla szervezet vezetésével, melyet India támogatott. A konfliktus nemzetközivé válását jelezte, hogy Jahja Khánt az amerikaiak, Ali Bhuttót a kínaiak támogatták, s India a Szovjetunióval kötött 20 évre szóló barátsági és együttműködési egyezményt 1971. augusztus 9-én.
1971. december 3-án kitört a 14 napos háború India és Pakisztán között. Formálisan december 4-én Pakisztán hadat üzent Indiának, mivel december 4-én hajnalban indiai vadászrepülők pakisztáni reptereket bombáztak, válaszképpen az előző napi pakisztáni légi támadásokra, melyek Amritszár, Pathank, Szrinagar, Anantapur, Uttarlai, Dzsódhpur, Ambála és Agra indiai városok ellen irányultak. Az indiai szárazföldi erők a bengáli határt átlépve behatoltak Kelet-Pakisztánba, december 9-én az indiai hadiflotta Karacsi kikötőjét támadta. 1971. december 16-án a pakisztáni csapatok feltétel nélkül megadták magukat Kelet-Pakisztánban, amit ekkor már Bengáli Népi Köztársaságnak hívtak. A Pakisztán feletti katonai győzelem után az indiai csapatok kivonulásával Indira Gandhi pályafutása csúcsára ért. A függetlenné vált Banglades vezetője a börtönből kiszabadult Mudzsibur Rahmán lett.

### A bukás
A bangladesi háború óriási anyagi terhet jelentett Indiának. Ezt még tetézte, hogy 1972-ben példátlanul nagy volt a szárazság, s egyes államokban vízhiány lépett fel. A belpolitikai küzdőtéren Indira Gandhinak komoly nehézségeket okozott fiának, Szandzsaj Gandhinak a Maruti autógyárral kapcsolatos korrupciós ügye. 1972-73-ban jelentősen meglódult az infláció, sztrájkok törtek ki, 1974-ben diáklázadás kezdődött, melyet a kormány katonai erővel akart leverni. A tüntetéseket zavargások követték, az összecsapásokban százak haltak meg, 1974-75-ben az egész ország vasúti közlekedését sztrájkok bénították meg. Az ellenzéki pártok 1975 júniusában polgári engedetlenségi mozgalmat hirdettek, melynek következményeként a köztársasági elnök Indira Gandhi javaslatára rendkívüli állapotot vezetett be, s bírói ítélet nélkül letartóztatták az ellenzék vezetőit és korlátozták a sajtószabadságot. Az árellenőrzés bevezetésével sikerült a kormánynak megfékezni az inflációt, a közlekedés is helyreállt, a közbiztonság javult.
A gazdasági helyzet azonban Indiában mindig a népszaporulat és az élelmiszer-termelés viszonyától függött. Az élelmiszer-termelés a zöld forradalom hatására ugyan komoly mértékben növekedett, de mégsem sikerült a népszaporulat miatt a tömegek helyzetén jelentős javulást elérni. Ezért a kormány a születésszabályozásra tett kísérletet. A propaganda azonban a legszegényebb, falusi rétegekhez vagy nem ért el, vagy nem volt hatásos. Egy jellemző példa erre annak az orvoscsoportnak az esete, amelyik óvszereket osztogatott a falvakban. S két év múlva, amikor visszatértek, a parasztok az óvszerek hatástalanságára panaszkodtak, melyeket mindegyik házban botra tűzve tartottak az ágy mellett. A rendkívüli állapot ideje alatt Szandzsaj Gandhi vezetésével a kormány kísérletet tett a születésszabályozás hatékonyságának fokozására. Ennek során nyolcmillió férfit sterilizáltak, de tömegeket kényszerítettek erre az állami alkalmazottak között a fizetésük visszatartásával.
A rendkívüli állapot bevezetésével a főváros teljhatalmú ura is Szandzsaj Gandhi lett, aki a lehetőséget Delhi nyomortelepeinek erőszakos felszámolására használta ki, melynek során a nyomortanyák népe élet-halál harcot vívott a rendőrökkel. A rendkívüli állapot idején az államapparátusban a kinevezések és előléptetések is Szandzsaj Gandhi és barátai akaratának megfelelően és javára történtek, korrupciós ügyeik szaporodtak, melyekkel szemben Indira Gandhi semmit sem tett.
Az 1977. március 22-én megtartott általános választásokat Indira Gandhi és Kongresszus Párt elveszítette és a Dzsanata Párt nyerte. A Dzsanata-kormány által felállított vizsgáló bizottság azonban mindössze annyit ért el, hogy Szandzsaj Gandhit a bíróság a tanúk megfélemlítése vádjával 30 napos elzárásra ítélte, melyet luxus körülmények között töltött le. Indira Gandhit a parlament üléstermében 1978. december 19-én tartóztatták le a rendőrök, de december 26-án már szabadlábra is helyezték.

### Újra az ország élén
A Dzsanata-kormány még egy évig maradt hatalomban, de 1980 januárjában új választásokra került sor, melyet Indira Gandhi pártja nyert, s az 542 kongresszusi helyből 351-et szerzett meg.
1980 júniusában egy sportrepülőgép kipróbálásakor Szandzsaj Gandhi  életét vesztette. Indira Gandhi ezután szólította a politika porondjára idősebbik fiát, Radzsívot, aki az Air India légitársaság pilótája volt.
A nemzetközi politika területén India az el nem kötelezett államok mozgalmának egyik meghatározó állama volt. 1983-ban ezen országok kongresszusa a kijelölt Bagdad helyett Delhiben ülésezett. (az iraki-iráni háború akadályozta meg a bagdadi helyszínt) Ezen a tanácskozáson vette át a vezető posztot Indira Gandhi Fidel Castrótól és ezzel nemzetközi tekintélye csúcspontjára emelkedett.
1984-ben felerősödött Panzsábban a szikhek függetlenségi törekvése (az ún. khalisztáni függetlenségi mozgalom), melyet az Egyesült Államokban és Nagy-Britanniában élő több mint félmillió szikh is különböző módon támogatott. A szikh templomok képezték a fegyveres felkelés központjait. Erre hivatkozva Indira Gandhi utasítást adott a szikh szenthelynek, az Amritszárban levő Aranytemplomnak az ostromára, melynek során meghalt Bhindranvále , a szikhek vezetője is. Az indiai hadsereg, melyet egy szikh tábornok vezetett, nagy mennyiségű modern fegyvert talált és foglalt le, s 200 lázadó adta meg magát.
1984-ben két szikh testőre gyilkolta meg. Meggyilkolásának közvetlen oka az Aranytemplom elfoglalására kiadott parancsa volt, ami szikh testőreiben szörnyű felháborodást keltett. Halálát követően etnikai zavargások törtek ki, melynek során India sok ezer szikh lakója halt meg.
Gandhi halála után fia, Radzsiv Gandhi töltötte be a kormányfői pozíciót.

## Magyarul megjelent könyve
- Az én igazságom; ford. Déva Mária; Magvető, Bp., 1981 (Tények és tanúk)

## Fordítás
- Ez a szócikk részben vagy egészben  az   Indira Gandhi című német Wikipédia-szócikk fordításán alapul.  Az eredeti cikk szerkesztőit annak laptörténete sorolja fel. Ez a jelzés csupán a megfogalmazás eredetét és a szerzői jogokat jelzi, nem szolgál a cikkben szereplő információk forrásmegjelöléseként.